# Kościół św. Wojciecha Biskupa i Męczennika w Mirowie
Kościół św. Wojciecha Biskupa i Męczennika w Mirowie – katolicki kościół filialny zlokalizowany we wsi Mirowo w gminie Moryń, w powiecie gryfińskim (województwo zachodniopomorskie). Należy do parafii św. Maksymiliana Marii Kolbego w Godkowie.

## Historia i architektura
Murowany z granitowej kostki kościół wzniesiony został w 2. połowie XIII wieku. Jest budowlą salową, sytuowaną na rzucie prostokąta, bez wyodrębnionego prezbiterium. Nawa kryta jest dachem dwuspadowym. Od strony zachodniej znajduje się dobudowana w XVII wieku barokowa wieża na planie kwadratu. Elewacja wieży jest otynkowana. W przyziemiu wieży znajduje się trójuskokowy portal. Wokół kościoła znajduje się teren dawnego cmentarza, otoczony kamiennym murem z dwoma bramami.
Do ściany południowej przylega kruchta z dwuuskokowym portalem. W ścianie wschodniej znajdują się trzy ostrołukowe okna w układzie piramidalnym, jej szczyt zdobią ułożone w trzech rzędach ostrołukowe blendy rozmieszczone wokół blendy okrągłej. Okna w ścianach bocznych, zamknięte półokrągłymi oknami, zostały przemurowane i obmurowane cegłą.
Wnętrze kościoła nakrywa drewniany strop kolebkowy, ozdobiony polichromią wykonaną w 1915 roku przez malarza Hansa Caphera. Ściany wewnętrzne kościoła są otynkowane i pomalowane na biało. Na ścianie zachodniej znajduje się empora chórowa. W prezbiterium zachował się barokowy ołtarz z 1713 roku, ozdobiony ornamentem roślinnym. 
Po II wojnie światowej kościół został konsekrowany jako świątynia katolicka w dniu 25 września 1946 roku.